# Shadow King
Shadow King war eine am AOR angelehnte Hard-Rock-Band, die vom ehemaligen Foreigner-Sänger Lou Gramm und dem Gitarristen Vivian Campbell gegründet worden war. Nach Veröffentlichung ihres Debütalbums trat die Gruppe ein einziges Mal auf und löste sich dann auf.

## Hintergrund
Vivian Campbell, der als Gitarrist der Band Dio von 1984 bis 1986 weltweite Bekanntheit erlangt hatte und 1987 und 1988 mit Whitesnake die Tournee zum Album 1987 bestritten hatte, hatte sich 1989 für das Debütalbum der Riverdogs eingebracht, die Gruppe jedoch Anfang 1991 wieder verlassen. Die fehlende personelle Kontinuität wegen Schlagzeugerwechsel, Produzentenwechsel, Labelbetreuerwechsel sowie Veränderungen auf höchster Plattenfirmen-Entscheidungsebene und die damit einhergehende Unruhe erinnerten ihn zu sehr an die Fluktuation, die auch schon bei Whitesnake geherrscht hatte.
Lou Gramm war als Sänger der Band Foreigner ebenfalls weltweit bekannt und hatte bereits zwei Soloalben (Ready or Not und Long Hard Look) aufgenommen, die in den USA beide die Top 100 der Albumcharts erreicht hatten. Nach Long Hard Look hatte Gramm das Kapitel Foreigner in seiner Lebensgeschichte für beendet erklärt.
Shadow King wurde durch den Bassisten Bruce Turgon, der mit Gramm bereits vor dessen Engagement bei Foreigner in der Band Black Sheep gespielt hatte, und den Schlagzeuger Kevin Valentine, einem bekannten Sessionmusiker, komplettiert. 
Die Gruppe nahm ihr Debütalbum, Shadow King, für Atlantic Records unter der Leitung des Produzenten Keith Olsen in den Goodnight LA Studios auf. Es wurde am 1. Oktober 1991 veröffentlicht. 
Trotz Plänen für eine Tournee kam es nur zu einem einzigen Auftritt der Band. Dieser fand am 13. Dezember 1991 im Astoria Theatre in London statt, wobei die Band von Rick Seratte (Keyboards) unterstützt wurde. Campbell hatte das Angebot erhalten, als Nachfolger des verstorbenen Steve Clark bei Def Leppard einzusteigen, das er annahm.
Campbell, Gramm und Turgon nahmen ohne Valentine noch den Titel One Dream für den Soundtrack zum Film Highlander II – Die Rückkehr auf, wurden in den Credits zum Album jedoch als „Lou Gramm Band“ genannt.

## Diskografie
- Shadow King (Album, 1991)
- I Want You (Single, 1991)